# На берегу неба
На берегу неба (укр. На березі неба) — другий студійний альбом співака Діми Білана, який записаний і випущений 2004 року і спродюсований продюсером Юрієм Айзеншпісом.

## Історія
Альбом вийшов 21 липня 2004 року, в ньому є відома пісня «На березі неба» і інші пісні.
В однієї пісні цього альбому «В западнє» в аранжуванні і тексті працював композитор, поет і засновник, соліст, бек-вокаліст і продюсер гурту «Лазурний берег» Сергій Ревтов.

## Трек-ліст
Музика
- Michelle Escoffery (1, 15)
- Ілля Зудін (2)
- І. Тян (2)
- Music Mike (3)
- Денис Ковальський (4, 14)
- Diane Warren (5, 10)
- Л. Олександрова (6)
- Діма Білан (7)
- Є. Скрипкин (8)
- Любаша (9)
- Сергій Ревтов (11)
- Віктор Гуревич (12)
- Ю. Полег (13)

Слова
- С. Алиханов (1, 10, 15)
- Н. Ручка (2)
- Roamy Rom (3)
- Денис Ковальський (4, 14)
- Олександр Шаганов (5)
- П. Євсиков (6)
- Діма Білан (7, 12)
- Д. Скрипкин (8)
- Любаша (9)
- Сергій Ревтов (11)
- В. Лунгу (13)

| #   | Назва                       | Автор                            | Тривалість |
| --- | --------------------------- | -------------------------------- | ---------- |
| 1.  | «Ты должна рядом быть»      | Michelle Escoffery и С. Алиханов |            |
| 2.  | «Мулатка»                   | Илья Зудин, И. Тян и Н. Ручка    |            |
| 3.  | «На берегу неба»            | Music Mike и Roamy Rom           |            |
| 4.  | «Милая»                     | Денис Ковальский                 |            |
| 5.  | «Листья праздничных кленов» | Diane Warren и Александр Шаганов |            |
| 6.  | «Только ты не плачь»        | Л. Александрова и П. Евсиков     |            |
| 7.  | «Как Ромео»                 | Дима Билан                       |            |
| 8.  | «Невеста»                   | Е. Скрипкин и Д. Скрипкин        |            |
| 9.  | «Все равно найду»           | Любаша                           |            |
| 10. | «Ночь без тебя»             | Diane Warren и С. Алиханов       |            |
| 11. | «В западне»                 | Сергей Ревтов                    |            |
| 12. | «Вода, песок»               | Виктор Гуревич и Дима Билан      |            |
| 13. | «Петербургская весна»       | Ю. Полег, В. Лунгу               |            |
| 14. | «Поздравляю!»               | Денис Ковальский                 |            |
| 15. | «Как хотел я»               | Michelle Escoffery и С. Алиханов |            |